# Зеница Света
Зеница Света (енгл. The Eye of the World) је епско-фантастични роман америчког писца Роберта Џордана, који представља прво остварење у серијалу Точак времена. Објавила га је издавачка кућа Tor Books 15. јануара 1990. године. Роман се састоји из пролога и 53 поглавља. Критичари су похвалили тон, теме и сличност романа са Господаром прстенова (премда су га неки критиковали због тога).
Књигу је у Србији објавила издавачка кућа Лагуна 2002. године, у преводу Ивана Јовановића.

## Радња
У прологу, Лијус Терин Теламон, Змај, полудео је од употребе саидина, покретачке снаге универзума коју само мушкарци могу да повуку. Након што је схватио да је убио сопствену жену и децу, Лијус Терин извршава самоубиство саидином, стварајући вулканску планину у реакцији.
Док се село Емондово Поље припрема за крај зимског фестивала, суочава се са изненадним приливом странаца. Овчар Ранд ал’Тор наилази на првог од њих — сеновиту прилику чији црни огртач не дира ветар — на путу до села. Он сазнаје да су и његови пријатељи Мет Каутон (сеоски шаљивџија) и Перин Ајбара (ковачев шегрт) такође видели овог човека и слажу се да у њему постоји нешто злокобно. Други странци су мање застрашујући: Моираина, госпа која тврди да прикупља приче; њен заштитник Лан са својим огртачем који мења боју; и забављач Том Мерилин, који мами Рандову девојку Егвену причама о далеким земљама. Последњи од њих, торбар по имену Падан Фејн, доноси вести о рату у оближњем Гелдану — који је започео човек који је себе прогласио Поноворођеним Змајем.
Ранд се враћа кући са својим оцем Тамом, али те вечери чудовишта из легенде проваљују му кроз врата — Тролоци, створења налик на огромне људе са животињским лицима и стопалима који служе Мрачнога. Ранд и Там беже у шуму, али Там је рањен. У делиријуму, Там мрмља да је пронашао Ранда као бебу у планинама. Ранд избегава прилику у црном огртачу — Мирдрала, чији поглед без очију изазива натприродни страх у свакоме кога погледа — и стиже у Емондово Поље само да би нашао пола села претворено у пепео. Нинаева, сеоска Мудрост, зна да не може да спаси Тама, али Моираина користи Једну моћ да излечи његову смртоносну рану. Моираина верује да је Мирдрал тражио или Ранда, или Мета или Перина, и одлучује да поведе младиће са собом. Она је Аес Седаи, припадница женског одреда оних које користе Једну моћ. Егвена и Том полазе са њима.
На путу их прогањају крилата створења позната као Драгхкари док Моираина не призове маглу да би их сакрила. Група путује у Баерлон, где Ранд упознаје Мин, жену која може да види будућност. Нинаева сустиже групу непосредно пре Мирдрала и бежи из града са њима. Са Тролоцима за петама, група покушава да се сакрије у разрушеном граду по имену Шадар Логот. Момци упознају духа Мордета, који им показује просторију пуну блага; Мет узима бодеж украшен рубином из гомиле. Смртоносна измаглица која окружује Шадар Логот током ноћи не спречава Тролоке да уђу у град као што се Моираина надала, и група је раздвојена.
Перин и Егвена прелазе реку и упознају Елијаса, човека који може да разговара са вуковима и тврди да и Перин поседује исту способност. Елијас пристаје да их одведе до Каемлина, путујући неко време са номадима познатим као Туата’ани. Након што их оставе, Перина и Егвену прогањају јата гавранова, а затим их заробљавају Бели плаштови — фанатична војна група која верује да га његова веза са вуковима чини Перина пријатељем Мрака.
Ранд, Мет и Том се укрцавају на брод који иде низ реку, а момци се претварају да су Томови шегрти. Искрцавају се код Белог Моста, где поново наилазе на Мирдрала; Том се суочава са њим, дозвољавајући момцима да побегну. Ранд и Мет, верујући да је Том мртав, крећу до Каемлина, избегавајући пријатеље Мрака на сваком кораку.
Нинаева проналази Моираину (стичући Ланово поштовање) и речено јој је да она, попут Моираине и Егвене, може да каналише саидар, женску половину Једне моћи. Моираина нагађа о најранијој Нинаевиној употреби Моћи, описујући нешто слично ономе што је Ранд доживљавао откако су напустили Емондово Поље. Њих троје проналазе Перина и Егвену, спасавајући их од Белих плаштова уз малу помоћ вукова.
Ранд, чекајући са све параноичнијим Метом у Каемлину, упознаје Огијера који воли књиге, по имену Лоијал, а затим одлази да види лажног змаја Логана, којег су Аес Седаи ухватиле и кога одводе у њихов град Тар Валон. Ранд се пење на баштенски зид ради бољег погледа и упада у двориште краљевске палате, где упознаје Елејну, престолонаследницу Андора, као и његог брата Гавина. Ранд потом упознаје и краљицу Моргазу, као и Аес Седаи Елаиду, која предвиђа да ће Ранд уздрмати свет.
Коначно се Моираина и остали придружују Ранду, али бодеж из Шадар Логота изопачио је Метов ум. Моираина користи ангреал, предмет који појачава саидар, да изолује Мета од утицаја бодежа, али није у стању да у потпуности прекине њихову везу. Док група препричава своје авантуре, постаје очигледно да је Сенка фиксирана на нешто осим Ранда, Мета и Перина — нешто што се зове Зеница Света. Моираина зна за Зеницу и верује да ће свет бити у опасности ако слуге Сенке први стигну до ње. Напуштајући свој план да одведе групу у Тар Валон, Моираина тражи од Лоијала да их одведе кроз опасне пречице познате као Путеви. Путеви, некада испуњени светлошћу и гајевима, сада су мрачни и трули. Направљени коришћењем зараженог саидина, могу да одведе путника са једног краја света на други за само неколико дана. Сада су Тролоци почели да их користе да стигну до места на која некада нису могли, а ту је и Мачин Шин, црни ветар који изједа душе. Моираинина група једва успева да побегне.
Након кратког одмора у пограничном граду Фал Дара, Моираина креће на пут на север кроз Велику Пустош — дивљину пуну чудовишта и сенки. Таман када се чини да је све изгубљено, Зеница долази до њих, мењајући околни пејзаж у прелепу башту. Њен чувар, Зелени човек, жели им добродошлицу. Зеница Света је заправо базен неокаљаног саидина, створен пре више од три хиљаде година. Двојица Изгубљених — древних носилаца Једне моћи, заклетих Сенки и затворених од Сламања Света — појављују се и покушавају да заузму Зеницу. Изгубљеног Балтамела убија Зелени човек; Агинор и Ранд се боре за моћ похрањену у Зеници, али је Агинор том приликом уништен. Ранд се суочава са Ба’алзамоном и задаје му ударац мачем начињеним од светлости.
Ранд се поново придружује пријатељима, схватајући шта је урадио и шта је он. Одлучује да их напусти пре него што полуди од саидина, али Моираина верује да се пророчанство испунило и да је прави Змај поново рођен.

## Ликови
- Ранд ал’Тор — Пастир из Две Реке, и, несвестан тога, Поноворођени Змај. Био је један од тројице младића за кога је Моираина закључила да би могао бити Поноворођени Змај. Он, Мет и Перин се сматрају та’веренима, особама око које Точак времена тка све животне нити које је окружују. Он може да каналише саидин, и то је показао тако што је несвесно излечио Белу (своју кобилу) када су бежали од Мирдрала и Тролока. Такође је кроз своје снове спасао снаге Фал Даре. Он је (усвојени) син Тама и Кари ал’Тор. Он и Мет су током већег дела романа одвојени од остатка групе. Описано је да има сиве очи и „црвенкасту” косу, као и да је изузетно тврдоглав.
- Метрим Каутон — Пастир из Две Реке, шаљивџија, кога већина сматра неповерљивим, осим његових пријатеља. Он краде бодеж из уклетог града Шадар Логота и постаје укаљан злом које тамо обитава. Његов та’верен функционише на начин да му пружа срећу.
- Перин Ајбара — Ковачев шегрт из Две Реке. Он је „вучји брат”, неко ко може да комуницира са вуковима, а током романа постаје све више налик вуковима у својим способностима и држању. Он и Егвена су били одвојени од остатка групе током једног дела романа, али су се касније поново срели са њима. Због тога што је вучји брат, он има „углачане златне” очи које светле у мраку.
- Егвена ал’Вер — Девојка из Две Реке, ученица Нинаеве ал’Мире, Мудрости, која има блиску везу са Рандом, Метом и Перином. Моираина је одабрала да је обучава у Тар Валону јер има „искру” која јој омогућава да каналише Једну моћ. Она и Перин су били одвојени од остатка групе током једног дела романа, али су се касније поново срели са њима. Описују је да има „огромне смеђе очи” и тамну косу.
- Нинаева ал’Мира — Сеоска Мудрост Емондовог Поља, најмлађа икада изабрана. Она полази да врати Ранда, Перина, Мета и Егвену у село, али наставља да путује са њима када схвати да не може да их убеди и да може да каналише Једну моћ. Она, Моираина и Лан су одвојени од остатка групе у делу романа. За то време она почиње да развија осећања према Лану. Описана је као темпераментна и као нарочито својеглава.

## Теме и алузије
Роберт Џордан је изјавио да је намерно написао рана поглавља Зенице Света тако да евоцирају Округ Средње земље из Господара прстенова Џ. Р. Р. Толкина. Упркос сличностима, ова два дела се разликују и по темама. На пример, и Џордан и Толкин су креирали наративе који су истраживали моћ. Међутим, Зеница Света разматра о томе како се она може применити, док се Господар прстенова више фокусира на одрицање од моћи. Ранд је морао да искористи своју моћ да би могао успешно да се бори са Мрачним. Ова тема је супротна Фродовом путу да уништи Сауронов Јединствени прстен, извор огромне моћи који је такође искварио његовог носиоца.